# Niteomica
Niteomica is een geslacht van schildvoetigen uit de  familie van de Prochaetodermatidae.

## Soorten
- Niteomica captainkiddae Ivanov & Scheltema, 2008
- Niteomica hystrix Scheltema & Ivanov, 2000
- Niteomica latispiculata (Ivanov, 1995)
- Niteomica liliae Ivanov & Scheltema, 2001